# ماراتشينيني
ماراتشينيني هي بلدية تقع في إقليم أرجيش في رومانيا.